# Julius Brammer
Julius Brammer (* 9. März 1877 in Sehraditz, Markgrafschaft Mähren, Österreich-Ungarn; † 18. April 1943 in Juan-les-Pins) war ein österreichischer Librettist.

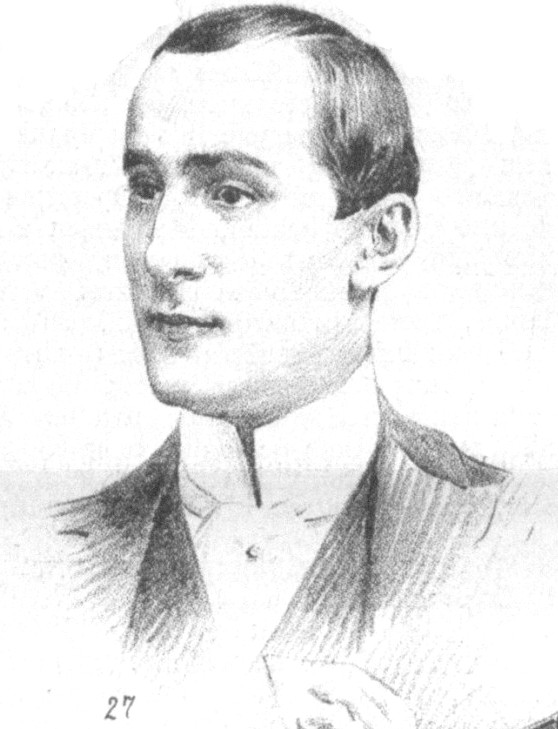
Julius Brammer (1902)

## Leben
Julius Brammer, Sohn von Hermann und Julie, geb. Ziemlich, besuchte die Realschule, wurde Schauspieler und trat erstmals in München am Gärtnerplatztheater auf. Später wechselte er an das Theater an der Wien, wo er auch bei Operettenaufführungen mitspielte, u. a. bei der Uraufführung von Die lustige Witwe den Oberst Pritschitsch.
Ab 1908 war er fast nur mehr als Bühnenschriftsteller tätig und verfasste, oft mit Alfred Grünwald, zahlreiche Libretti für Operetten von Leo Ascher, Edmund Eysler, Leo Fall, Emmerich Kálmán, Robert Stolz und Oscar Straus. Er war damit einer der führenden Schöpfer der Silbernen Operettenära. 
Als Jude musste er mit seiner Frau Rosemarie (geb. Herzog) nach dem Anschluss Österreichs an das Deutsche Reich 1938 ins Exil. Zunächst lebte er in Paris, nach der Besetzung Frankreichs durch die Deutschen im Zweiten Weltkrieg floh er in den unbesetzten Teil des Landes, an die Côte d’Azur.

## Auszeichnungen und Ehrungen

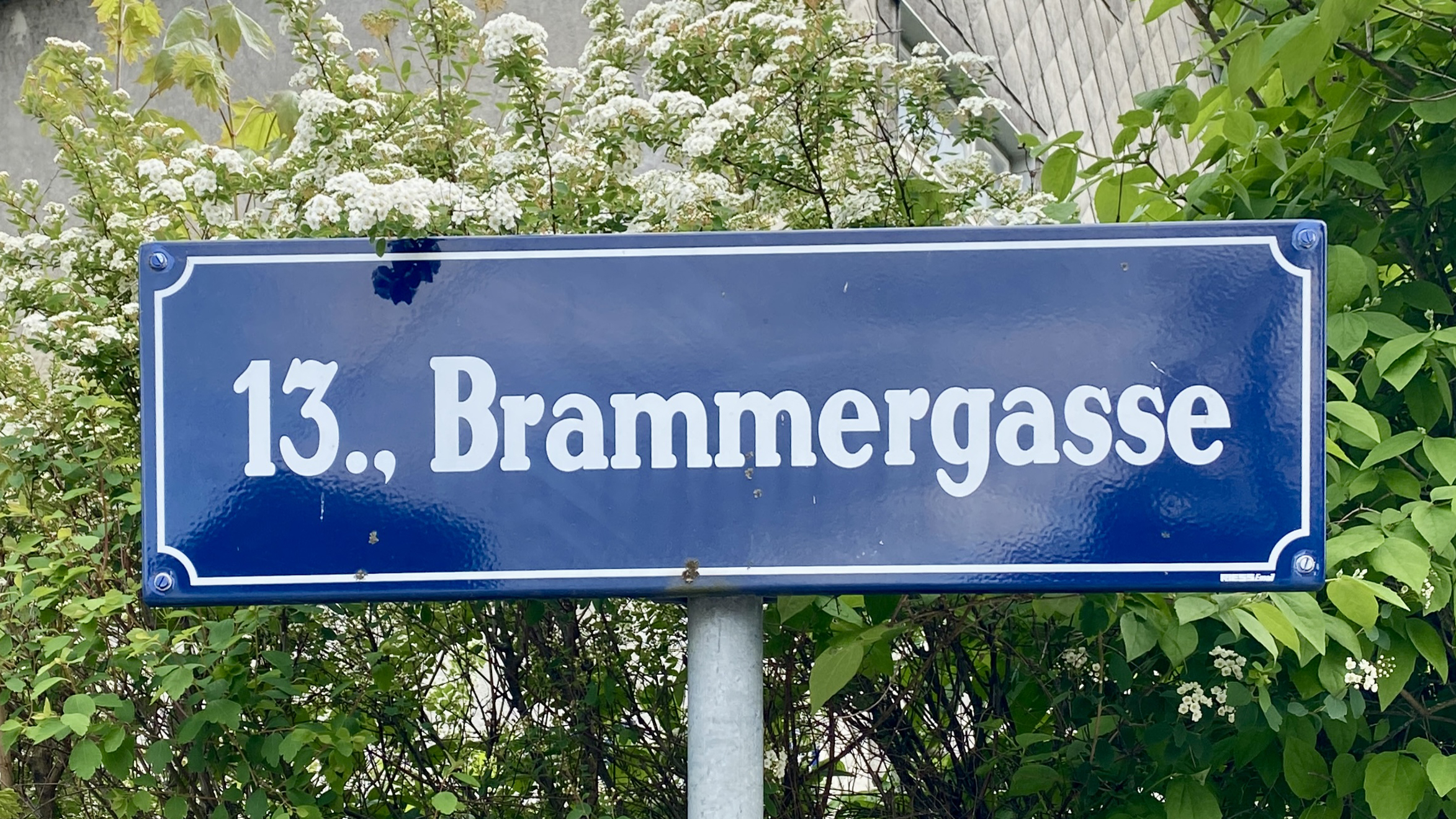
Straßenschild Brammergasse in Wien

- 1938: Verleihung des Ritterkreuzes des österreichischen Verdienstordens[2]
- 1955: Benennung der Brammergasse in Wien-Hietzing[3]

## Werk

### Libretti
- Elektra. Parodistische Operette in einem Akt von Julius Brammer und Alfred Grünwald, Musik von Béla Laszky. Franz Bard & Bruder, Wien (um 1905).
- Die Dame in Rot. Operette in 3 Akten von Julius Brammer und Alfred Grünwald, Musik von Robert Winterberg. Drei Masken Verlag, München 1911.
- Hoheit tanzt Walzer. Operette in 3 Akten von Julius Brammer und Alfred Grünwald. Musik von Leo Ascher. Karczag, Wien 1912.
- Der lachende Ehemann. Operette in 3 Akten von Julius Brammer und Alfred Grünwald, Musik von Edmund Eysler. Karczag, Wien 1913.
- Die ideale Gattin. Operette in 3 Akten von Julius Brammer und Alfred Grünwald, Musik von Franz Lehár. Doblinger, Wien 1913.
- Die schöne Schwedin. Operette in 3 Akten von Julius Brammer und Alfred Grünwald, Musik von Robert Winterberg. Karczag, Wien 1915.
- Die Kaiserin, auch Fürstenliebe. Operette in 3 Akten von Julius Brammer und Alfred Grünwald nach Franz von Schönthan, Musik von Leo Fall. Bloch, Berlin bzw. Eibenschütz & Berte, Wien 1916.
- Die Rose von Stambul. Operette in 3 Akten von Julius Brammer und Alfred Grünwald, Musik von Leo Fall. Karczag, Wien 1916.
- Bruder Leichtsinn. Operette in einem Vorspiel und 2 Akten von Julius Brammer und Alfred Grünwald, Musik von Leo Ascher. Karczag, Wien 1917.
- Dichterliebe. (Heinrich Heine). Singspiel in 3 Akten von Julius Brammer und Alfred Grünwald, Musik von Felix Mendelssohn Bartholdy. Für die Bühne bearbeitet von Emil Stern. Karczag, Wien 1918.
- Der letzte Walzer. Operette in 3 Akten von Julius Brammer und Alfred Grünwald, Musik von Oscar Straus. Drei Masken Verlag, München 1920.
- Die Tangokönigin. Operette in 3 Akten von Julius Brammer und Alfred Grünwald, Musik von Franz Lehár. Doblinger, Wien 1921.
- Die Bajadere. Operette in 3 Akten von Julius Brammer und Alfred Grünwald, Musik von Emmerich Kálmán. Drei Masken Verlag, München 1921.
- Die Perlen der Cleopatra. Operette in 3 Akten von Julius Brammer und Alfred Grünwald, Musik von Oscar Straus. Drei Masken Verlag, Berlin 1923.
- Gräfin Mariza. Operette in 3 Akten von Julius Brammer und Alfred Grünwald, Musik von Emmerich Kálmán. Karczag, Wien 1924.
- Die Zirkusprinzessin. Operette in 3 Akten von Julius Brammer und Alfred Grünwald, Musik von Emmerich Kálmán. Karczag, Wien 1926.
- Die gold’ne Meisterin. Operette in 3 Akten von Julius Brammer und Alfred Grünwald, Musik von Edmund Eysler. Karczag, Wien 1927.
- Die Herzogin von Chicago. Operette in zwei Abteilungen (2 Akte mit einem Vor- und Nachspiel) von Julius Brammer und Alfred Grünwald, Musik von Emmerich Kálmán. Karczag, Wien 1928.
- Das Veilchen vom Montmartre. Operette in 3 Akten von Julius Brammer und Alfred Grünwald, Musik von Emmerich Kálmán. Crescendo, Berlin 1930.
- Der Bauerngeneral. Operette in 3 Akten von Julius Brammer und Gustav Beer, Musik von Oscar Straus. Karczag, Wien 1931.
- Donauliebchen. Operette in 3 Akten (4 Bildern) von Julius Brammer und Emil Marboth, Musik von Edmund Eysler. Karczag, Wien 1932.
- Die Dame mit dem Regenbogen. Operette in 3 Akten (7 Bildern) von Julius Brammer und Gustav Beer, Musik von Jean Gilbert. Karczag, Wien 1933.
- Bozena. Operette in 3 Akten (4 Bildern) von Julius Brammer und Alfred Grünwald, Musik von Oscar Straus. Weinberger, Wien 1952.

### Lied- und Schlagertexte
- Anita, Anita! Text von Julius Brammer und Alfred Grünwald. Musik von Robert Stolz, op. 50, RSWV 35. Nickau & Welleminsky, Wien o. J.
- Anuschka, du hast mein Herz gestohlen! Lied und Tango. Worte von Julius Brammer, Musik von Jerzy Peterburski. Doblinger, Wien 1930.
- Das große Los. Text von Julius Brammer und Alfred Grünwald, Musik von Béla Laszky. Franz Bard, Wien o. J.; (um 1910).
- Der Weana braucht kan Schampus!. Wienerlied. Text von Julius Brammer, Musik von Erik Jaksch. Sirius-Verlag, Wien 1931.
- Die drei Pilger. Chanson. Worte von Julius Brammer und Alfred Grünwald, Musik von Paul Pallos. (Modernes Cabaret-Repertoire 56.) Franz Bard, Wien o. J. (um 1910).
- Die Frau Gemahlin ist auf kurze Zeit verreist. Marschlied. Text von Julius Brammer, Musik von Franz Lehár. Doblinger Wien 1913.
- Die Liebe und der Suff. Russischer Fox. Text von Julius Brammer, Musik von Otto Geitner. Doblinger, Wien 1931.
- Die Liebesgrammatik. Chanson. Text von Julius Brammer und Alfred Grünwald. Musik von Robert Stolz, op. 64. Bosworth & Co., Wien. 1912
- Frühlingsnacht in Miramare. Lied und Tango. Text von Julius Brammer, Musik von Robert Katscher. Wiener Boheme-Verlag, Wien 1930.
- In Boskowitz und Holleschau. Foxtrot-Parodie. Text von Julius Brammer, Musik von Artur M. Werau, op. 790. Karczag, Wien 1929.
- In Paris, bei der Uhr der Madeleine! Valse-americaine. Text von Julius Brammer und Alfred Grünwald, Musik von Maurice Lindemann, eingerichtet von Fritz Spielmann. Alrobi, Berlin 1928.
- Hampelmann-Duett. Text von Julius Brammer, Musik von Franz Lehár. Doblinger, Wien 1913.
- Küsse mich. Spanische Barkarole. Text von Julius Brammer, Musik von Franz Lehár. Doblinger, Wien 1913.
- Manöverkritik. Text von Julius Brammer und Alfred Grünwald. Musik von Béla Laszky. Lyra, Leipzig. o. J.
- Manuela. Lied und Tango. Text von Julius Brammer, Musik von Stefan Weiß. A. J. Benjamin, Leipzig 1930.
- Mündlich bin ich schüchtern sehr. Entréelied des Don Gil. Text von Julius Brammer, Musik von Franz Lehár. Doblinger, Wien 1913.
- Nur in Spanien. Walzerlied. Text von Julius Brammer, Musik von Franz Lehár. Doblinger, Wien 1913.
- Schöner Gigolo, armer Gigolo. Lied und Tango. Text von Julius Brammer, Musik von Leonello Casucci. Wiener Boheme-Verlag, Wien 1929.
- So hab’ ich’s gelernt im Pensionat. Lied. Text von Julius Brammer, Musik von Franz Lehár. Doblinger, Wien 1913.
- Stolze Schöne. Romanze. Text von Julius Brammer, Musik von Franz Lehár. Doblinger, Wien 1913.
- Süße Lieblingsmelodie. Marsch. Text von Julius Brammer, Musik von Franz Lehár. Doblinger, Wien 1913.
- Tango. Text von Julius Brammer, Musik von Franz Lehár. Doblinger, Wien 1913.
- Tausend rote Rosen. Text von Julius Brammer, Musik von Franz Lehár. Doblinger, Wien 1913.
- Die Taxameteresse. Foxtrot. Text von Julius Brammer, Musik von Artur M. Werau, op. 791. Sirius-Verlag, Wien 1929.
- Wenn … (im Mai in der Krieau). Lied und Foxtrot-Marsch. Worte von Julius Brammer. Musik von Max Pfeffer. Drei Masken Verlag, Berlin 1930.

## Filmografie (Auswahl)
- 1919: Die Rose von Stambul